# 울려고 내가 왔나
"울려고 내가 왔나"는 한국에서 제작된 강범구 감독의 1967년 영화이다. 남진 등이 주연으로 출연하였고 지우성 등이 제작에 참여하였다.

## 출연

### 주연
- 남진
- 남정임

## 기타
- 조명: 김연
- 미술: 이문현